# Jean Camp
Jean Camp (Salles-d'Aude, 6 de febrero de 1891-París, 22 de enero de 1968) fue un hispanista y traductor francés, además de dramaturgo, poeta, félibro y conferenciante.

## Biografía
Jean Camp fue miembro correspondiente del Instituto de Inscripciones y Bellas Letras y fundador de Décades de Provence. En 1943, escribe La littérature espagnole des origines à nos jours («La escritura española desde sus orígenes hasta nuestros días»), publicada por las Presses Universitaires de France en la colección Que sais-je?, número 114. En el ámbito hispanista, estudió la obra de José María de Pereda y en general a los novelistas del realismo español. Tradujo obras de Lope de Vega y Juan Valera, El romancero gitano de Federico García Lorca y La velada de Benicarló de Manuel Azaña al francés, así como una selección de los mejores sonetos españoles, La guirlande espagnole: les cent plus belles fleurs du sonnet espagnol transplantées en terre française México: Le Coq Français, 1947.

## Obras
- Con D. Casanovas, Esquisse de la littérature Espagnole, París: Henri Didier, 1938
- Estampa de Lope de Vega Lima: s.n., 1962
- José María de Pereda: Sa vie, son oeuvre et son temps (1833-1906) París: Fernand Sorlot, 1937.
- Estampa de Lope de Vega. Letras (Lima), 28(68-69), 5-14. DOI: https://doi.org/10.30920/letras.28.68-69.01
- La literatura española : desde sus orígenes hasta nuestros días México: Diana, 1965
- Quevedo Homme du Diàble homme de Dieu París: Bar-le-Duc E. Solibois.

- Datos: Q5928654